# Limnichomorphus ciampori
Limnichomorphus ciampori är en skalbaggsart som beskrevs av Carles Hernando och Ignacio Ribera 2004. Limnichomorphus ciampori ingår i släktet Limnichomorphus och familjen lerstrandbaggar. Inga underarter finns listade i Catalogue of Life.